# Gustav Mie
Pour les articles homonymes, voir Mie (homonymie).
Gustav Mie est un physicien allemand né le 29 septembre 1868 à Rostock et décédé le 13 février 1957 à Fribourg,. Il fit une carrière d'enseignant-chercheur et on lui doit notamment la théorie de Mie. 

## Carrière
Mie s’inscrivit en 1886 à l’université de Rostock où il étudia mathématiques et physique. Il choisit aussi comme matières optionnelles la chimie, la zoologie, la géologie, la minéralogie, l’astronomie ainsi que la logique et la métaphysique
Il poursuivit en 1889 des études à l’université de Heidelberg où il obtint un diplôme en Mathématiques à l’âge de 22 ans.
En 1897 il s’inscrit à l’université de Göttingen sur la liste d'aptitude aux fonctions de professeur d'université en physique théorique et fut appelé en 1902 à exercer ces fonctions à l’université de Greifswald en tant que titulaire de la chaire de physique théorique. En 1917 il obtint la chaire de physique expérimentale à l’université de Halle.
En 1924 il fut nommé directeur de l’institut de physique à l'Université de Fribourg-en-Brisgau, où il exerça jusqu’à sa retraite en 1935. Sous le régime nazi, Mie fut membre de l’opposition universitaire appelée « Freiburger Kreis (de) » et sympathisant du « Freiburger Konzil (de) ».
En 1920, il reçoit le prix Alfred Ackermann-Teubner.

## Œuvre
Il est surtout connu grâce à la théorie qui porte son nom (théorie de Mie, également connue sous le nom de théorie de Lorenz-Mie en hommage aux contributions du physicien danois Ludwig Lorenz), et qui permet de décrire l'interaction de la lumière avec une particule sphérique. Fondée sur la théorie électromagnétique, la théorie de Mie donne une solution rigoureuse au problème de la diffusion d’une onde plane monochromatique sur une sphère métallique.
Pendant son séjour à Greifswald, il publia dans les annales de physique en 1908, sa méthode de calcul de diffraction de la lumière par des particules sphériques homogènes sous le nom « Beiträge zur Optik trüber Medien, speziell kolloidaler Metallösungen » (Contribution à l'optique des milieux opaques, notamment des solutions métalliques colloïdales). 
Gustav Mie ne contribua pas seulement au développement du domaine de l’électromagnétisme et du principe de la relativité théorie de la relativité ; son intérêt pour les normes lui permet de développer en 1910 sa propre unité de mesure, le Miesches Einheitensystem (de) qui a depuis perdu en importance.

## Postérité
Un cratère de la planète Mars porte son nom.